# Ла-Дорада (Колумбия)
Ла-Дорада (исп. La Dorada) — город и муниципалитет в центральной части Колумбии, на территории департамента Кальдас. Входит в состав субрегиона Магдалена-Кальденсе.

## История
Поселение, из которого позднее вырос город, было основано в 1886 году. Муниципалитет Ла-Дорада был выделен в отдельную административную единицу 23 апреля 1923 года.

## Географическое положение
Город расположен в восточной части департамента, на левом берегу реки Магдалены, на расстоянии приблизительно 98 километров к северо-востоку от города Манисалес, административного центра департамента. Абсолютная высота — 176 метров над уровнем моря.
Муниципалитет Ла-Дорада граничит на западе с территорией муниципалитета Норкасия, на юго-западе — с муниципалитетом Виктория, на севере и северо-западе — с территорией департамента Антьокия, на северо-востоке — с территорией департамента Бояка, на востоке — с территорией департамента Кундинамарка, на юге — с территорией департамента Толима. Площадь муниципалитета составляет 574 км².

## Население
По данным Национального административного департамента статистики Колумбии, совокупная численность населения города и муниципалитета в 2024 году составляла 75 448 человек.
Динамика численности населения муниципалитета по годам:
| 2005   | 2010   | 2015   | 2020   | 2021   | 2022   | 2023   | 2024   |
| ------ | ------ | ------ | ------ | ------ | ------ | ------ | ------ |
| 72 925 | 75 011 | 76 963 | 73 645 | 74 200 | 74 610 | 75 043 | 75 448 |

## Экономика
Большинство трудоспособного населения занято в животноводстве, а также в растениеводстве, добыче золота, торговле, кустарной промышленности и рыболовстве.

## Транспорт
К северу от города проходит национальное шоссе № 45 (исп. Ruta Nacional 45).